# August Keim
August Justus Alexander Keim, född 25 april 1845, död 18 januari 1926, var en tysk militär.
Keim blev officer vid infanteriet 1865, överste och regementschef 1896, generalmajor 1898 samma år som han erhöll avsked, och blev generallöjtnant 1916. Keim tjänstgjorde 1882-89 i generalstabenoch 1892-93 hos rikskanslern. 1906-08 var han ordförande i Deutscher Wehrverein och tjänstgjorde 1914-18 som militärguvernör i Limburg. Keim var en flitig militärförfattare och har bland annat utgett Die Schlacht von Wörth (1891), Taktik der Infanterie und die Tätigkeit der verbundenen Waffen 1764 bis 1898 (1899) och Erlebtes und Erstrebtes (1925).